# 5170 Sissons
Az 5170 Sissons (ideiglenes jelöléssel 1987 EH) a Naprendszer kisbolygóövében található aszteroida. Edward L. G. Bowell fedezte fel 1987. március 3-án.